# Supercoppa serba 2023 (pallavolo maschile)
La Supercoppa serba 2023, 13ª edizione della Supercoppa nazionale di pallavolo maschile, si è svolta il 12 ottobre 2023: al torneo hanno partecipato due squadre di club serbe e la vittoria finale è andata per la quinta volta al Vojvodina.

## Formula
La formula ha previsto una gara unica.

## Squadre partecipanti
| Squadra   | Qualificazione                                         |
| --------- | ------------------------------------------------------ |
| Partizan  | Vincitrice Coppa di Serbia 2022-23/Superliga 2022-2023 |
| Vojvodina | Finalista Coppa di Serbia 2022-23                      |

## Torneo
| 12 ottobre 2023 Hala sportova, Kruševac Durata: 2h:03 - Spettatori: 2 000 | Partizan | 1 - 3 | Vojvodina | 20-25, 23-25, 25-21, 19-25 |